# Karel Kopal (1904)
Karel Kopal (20. prosince 1904, Turnov – 21. červen 1984, Horní Beřkovice) byl členem odbojové (v dobové terminologii "protistátní teroristické") organizace Dr. Eduard Beneš a v 50. letech 20. století byl souzen v politickém monstrprocesu Kolín, Weiland a spol. 

## Život a činnost
Narodil se 20. prosince 1904 v Turnově, kde také vystudoval obecnou školu a reálku s maturitou. Po maturitě nastoupil na vojnu, kde získal hodnost poručíka a až do roku 1926 byl poručíkem v záloze. Rok poté studoval vysokou školu obchodní v Paříži.
Po návratu domů začal pracovat v Přepeřích, v tkalcovském závodě a mlýně, které vlastnil jeho otec. V roce 1940 však jeho otec umírá a firma je rozdělena mezi Karla a jeho dvě mladší sestry, vedení firmy je ale na něm. V tomtéž roce se se oženil s Marií Fuchsovou, se kterou měl dvě děti. Dcera Anna se narodila ještě téhož roku, syn Karel o pět let později.
Mezi lety 1930 a 1932 byl členem agrární strany, později vstoupil do Československé strany národně socialistické, členem byl až do roku 1947. V roce 1948 byl kandidátem na vstup do KSČ. Také byl členem Sokola a Klubu Československo-sovětského přátelství, v politické straně však nikdy žádnou funkci nevykonával, pohyboval se spíše ve společnosti myslivců, rybářů a lesníků. 

### Zatčení, obžaloba a rozsudek
Zatčen byl dopoledne 9. ledna 1950 v Přepeřích, odkud byl převezen do liberecké vazební věznice. Při domovní prohlídce byly nalezeny zbraně a střelivo, byl obviněn z trestného činu velezrady a vyzvědačství, konkrétně ze začlenění do protistátní teroristické skupiny Dr. Eduard Beneš. 
Kontaktovat ho měl údajně Bedřich Judytka, od kterého měl následně dostávat písemné příkazy a dostat krycí jméno Jitka. Ten měl naopak od Kopala dostat doporučení na Františka Klápštěho a Josefa Hýbnera. Některé příkazy měl dostat i od Bohuslava Houfka.
Byl odsouzen k trestu odnětí svobody na 18 let, byl mu uložen peněžní trest ve výši 30 tisíc Kčs, došlo ke konfiskaci celého jeho majetku a na 10 let ztratil čestná občanská práva. Usvědčen byl výpověďmi ostatních obviněných a sám se k trestné činnosti přiznal. Proti rozsudku se odvolal, toto odvolání projednával v neveřejném zasedání Nejvyšší soud, který nakonec rozsudek Státního soudu z 21. července 1950 v plném rozsahu potvrdil. 

### Vězení a propuštění
K výkonu trestu nastoupil okamžitě po prvním rozsudku soudu a stal se vězněm číslo 3055. Do roku 1956 byl vězněn v NPT v Ostrově. V době výkonu tretu pracoval jako dělník při výstavbě bytů, třikrát byl kázeňsky trestán, jednou z toho za účast na hromadné stávce a hladovce vězňů, což mu ale bylo později ze záznamů vymazáno za ukázněné chování a dobrou pracovní morálku. Během výkonu trestu měl povoleno od jedné do čtyř návštěv za rok, většinou ho navštěvovala manželka Marie s dětmi, dvakrát za ním byla i sestra Anna a jednou bratranec Luděk. Jeho rodiče byli v době procesu již po smrti.
V roce 1951 žádal neúspěšně o milost prezidenta republiky, v roce 1954 mu ale Nejvyšší soud v Praze snížil trest na 9 let na základě amnestie prezidenta republiky. V roce 1956 byl převezen do NPT Vojna-Příbram. V roce 1959 byla na Krajském soudu v Liberci ve veřejném zasedání projednávána žádost několika členů procesu Weiland a spol. o povolení obnovy řízení. Kopal se odvolával na to, že jeho přiznání bylo vynuceno násilím. Obnovení řízení však povoleno nebylo.
Propuštěn byl na amnestii prezidenta republiky 9. května 1960, prominut mu byl peněžní trest ve výši 16 tisíc Kčs, trest zbylých 7 let a 8 měsíců a ztráta čestných občanských práv. Z vězení však vyšel jako velmi nemocný člověk, trpěl vleklým katarem průdušek a spojivek, zánětem srdečního svalu a permanentní bolestí zubů. 